# Hôtel de ville d'Eger
L'hôtel de ville d'Eger (en hongrois : egri városháza) est un édifice situé à Eger. Siège de la collectivité locale, il côtoie l'église Saint-Antoine-de-Padoue (église des Minimes) sur Dobó István tér.